# Sakiachtigen
De sakiachtigen (Pitheciidae) zijn een familie van apen van de Nieuwe Wereld. De wetenschappelijke naam van de familie werd in 1865 gepubliceerd door St. George Jackson Mivart. Tot deze familie behoren naast de saki's ook de baardsaki's, oeakari's en de springaapjes.

## Kenmerken
Sakiachtigen zijn kleine tot middelgrote apen. Soorten verschillen in grootte van de titi's (Callicebus) die 500 tot 750 gram zwaar worden tot de baardsaki's (Chiropotes) die tot 4 kilogram wegen. Ze hebben een dichte, volle vacht, waardoor de dieren steviger lijken dan ze zijn. De vacht is vaak nogal ruig, en verschilt van kleur van zwart, bruin of grijs tot rood en zelfs wit. Enkele soorten hebben een onbehaard gezicht. Ze hebben geen grijpstaart, maar de staart dient om de balans te houden. De oeakari's hebben zelfs een vrij korte, stompe staart.

## Verspreiding en leefgebied
Sakiachtigen komen voor in het noorden en midden van Zuid-Amerika, ten oosten van de Andes. Ze leven voornamelijk in bossen en zijn uitgesproken boombewoners. Het zijn over het algemeen uitgesproken dagdieren. De sakiachtigen leven voornamelijk in groepsverband.

## Taxonomie
Tot de familie behoren zes nog levende geslachten in twee onderfamilies. De onderfamilie Callicebinae bevat naast de springaapjes ook de uitgestorven West-Indische apen. De nachtaapjes worden tegenwoordig in een eigen familie, Aotidae, geplaatst. 
Deze familie bestaat uit 6 levende geslachten met 61 soorten.
- Familie: Pitheciidae (Sakiachtigen) (61 soorten)
  - Onderfamilie: Callicebinae (Springaapjes of Titi's) (35 soorten)
    - Geslachtengroep: Callicebini (35 soorten)
      -  Geslacht: Callicebus (Atlantische springaapjes) (5 soorten)
      - Geslacht: Cheracebus (6 soorten)
      -  Geslacht: Plecturocebus (24 soorten)

    -  Geslachtengroep: Xenothrichini (West-Indische apen) †
      - Geslacht: Antillothrix †
      - Geslacht: Paralouatta †
      -  Geslacht: Xenothrix †

  -  Onderfamilie: Pitheciinae (Saki's en oeakari's) (26 soorten)
    - 
      - Geslacht: Cacajao (Oeakari's) (8 soorten)
      - Geslacht: Chiropotes (Baardsaki's) (5 soorten)
      -  Geslacht: Pithecia (Saki's) (13 soorten)